# Christoph Helwig junior
Christoph Helwig junior (Greifswald, 21 dicembre 1679 – Greifswald, 16 luglio 1714) è stato un medico tedesco.

## Biografia
Nacque nel 1679 a Greifswald.
Era figlio del professore di medicina Christoph Helwig (1642-1690) e di sua moglie Anna Regina, figlia del professore Johann Heune di Greifswald. L'avvocato di Greifswald Joachim Andreas Helwig (1677-1736) era suo fratello.
Dopo le prime lezioni private, frequentò la scuola cittadina. Nel 1697 si iscrisse all'Università di Greifswald e inizialmente studiò teologia; tuttavia, dopo la morte prematura del fratello maggiore, passò a medicina. Dopo aver visitato Wittenberg, Lipsia e Halle, si trasferì a Jena, dove studiò con Georg Wolfgang Wedel (1645–1721), un vecchio amico di suo padre. Frequentò inoltre le lezioni di Johann Philipp Slevogt. Tornò a Greifswald per un viaggio d'istruzione in varie corti reali.
Nel 1703 Helwig discusse la tesi sotto Caspar March e ricevette il dottorato in medicina. Tre anni dopo sposò Barbara Emerentia Gerdes (1682–1711), figlia dell'avvocato Friedrich Gerdes. Nel 1707 Helwig ricevette una cattedra di medicina. Nel 1711 era rettore della locale università. Nel 1712, un anno dopo la morte della sua prima moglie, sposò Regina Emerentia Engelbrecht. Morì due anni dopo, all'età di 34 anni, nella città natale. È ancora noto attraverso gli Annali della facoltà di medicina (Annalen der Medizinischen Fakultät 1456–1714).

## Opere
- (LA) De creta, Greifswald, Georg Heinrich Adolphi, 1705.